# Вооружённые силы Камеруна
Вооружённые силы Камеруна (англ. Cameroonian Armed Forces, фр. Forces armées camerounaise) — военная организация Республики Камерун, предназначенная для защиты свободы, независимости и территориальной целостности государства. Состоят из сухопутных войск, военно-морских сил и военно-воздушных сил.

## Основные сведения
Всего в вооружённых силах насчитывается 14 200 человек. В сухопутных силах насчитывается около 12 500 военнослужащих. Примерно 1300 военнослужащих служат в военно-морских силах, чья штаб-квартира которого находится в Дуале. В состав ВВС входят более 400 военнослужащих. Ещё 9000 военнослужащих служат в различных военизированных формирований, которые представлены по большей части жандармерией.
Вооружённые силы Камеруна очень сильно зависят от Франции, которая поставляет им вооружение, а также занимается подготовкой камерунских военных.

## Состав

### Сухопутные войска
В настоящее время сухопутные войска делятся на несколько типов подразделений: боевые части, подразделения реагирования, военные учреждения и специальные резервные силы в составе 3 совместных военных районов и 10 военных земельных участков. К сухопутным войскам относятся также подразделения противовоздушной обороны.
Вооружение
| Фото                                              | Тип                                | Описание                                                                                   | Количество                         | Примечания                         |
| Боевые бронированные машины (ASLT)                | Боевые бронированные машины (ASLT) | Боевые бронированные машины (ASLT)                                                         | Боевые бронированные машины (ASLT) | Боевые бронированные машины (ASLT) |
| ------------------------------------------------- | ---------------------------------- | ------------------------------------------------------------------------------------------ | ---------------------------------- | ---------------------------------- |
|                                                   | AMX-10RC                           | Тяжёлый бронеавтомобиль в модификации с 105-мм пушкой F2                                   | 6                                  | По состоянию на 2021 год           |
|                                                   | PTL-02 mod (Cara 105)              | модификация не известна                                                                    | 12                                 | По состоянию на 2021 год           |
| Боевые разведывательные машины (RECCE)            |                                    |                                                                                            |                                    |                                    |
|                                                   | AML-90                             | В модификации с 90-мм танковой пушкой DEFA D921                                            | 31                                 | По состоянию на 2021 год           |
|                                                   | Феррет                             | модификация не известна                                                                    | 15                                 | По состоянию на 2021 год           |
|                                                   | M8                                 | модификация не известна                                                                    | 8                                  | По состоянию на 2021 год           |
|                                                   | RAM Mk3                            | Лёгкая разведывательная машина                                                             | 5                                  | По состоянию на 2021 год           |
|                                                   | VBL                                | модификация не известна                                                                    | 5                                  | По состоянию на 2021 год           |
| Боевые машины пехоты (IFV)                        |                                    |                                                                                            |                                    |                                    |
|                                                   | LAV-150                            | В модификации с 20-мм пушкой                                                               | 8                                  | По состоянию на 2021 год           |
|                                                   | LAV-150                            | В модификации с 90-мм пушкой                                                               | 14                                 | По состоянию на 2021 год           |
|                                                   | Ratel-20 (Engr)                    | боевая машина пехоты с 20-мм автоматическим орудием                                        | 12                                 | По состоянию на 2021 год           |
|                                                   | Type 07P                           | модификация не известна                                                                    | 8                                  | По состоянию на 2021 год           |
| Бронетранспортёры (APC)                           |                                    |                                                                                            |                                    |                                    |
|                                                   | LAV-150                            | В модификации бронетранспортёр с колёсной формулой 4×4 без штатного вооружения             | 21                                 | По состоянию на 2021 год           |
|                                                   | ACMAT Bastion                      | полугусеничный бронетранспортёр                                                            | 15                                 | По состоянию на 2021 год           |
|                                                   | M3 Half-track                      | полугусеничный бронетранспортёр                                                            | 12                                 | По состоянию на 2021 год           |
| Автомобили с противоминной защитой (MRAP/PPV)     |                                    |                                                                                            |                                    |                                    |
|                                                   | Cougar                             | тяжёлая бронемашина класса MRAP                                                            | 6                                  | По состоянию на 2021 год           |
|                                                   | Gaia Thunder Mk-1                  | Автомобиль с противоминной защитой                                                         | 16                                 | По состоянию на 2021 год           |
|                                                   | Panthera F9                        | Автомобиль с противоминной защитой                                                         | н.д.                               | По состоянию на 2021 год           |
| Инженерная и ремонтно-эвакуационная техника (ARV) |                                    |                                                                                            |                                    |                                    |
|                                                   | WZ-551 ARV                         | бронированная ремонтно-эвакуационная машина в модификации XJZ-92 с колёсной формулой 6×6   | н.д.                               | По состоянию на 2021 год           |
| Противотанковые средства (MSL/AT/AI)              |                                    |                                                                                            |                                    |                                    |
|                                                   | BGM-71 TOW                         | противотанковая управляемая ракета, устанавливается на джипы                               | н.д.                               | По состоянию на 2021 год           |
|                                                   | Милан                              | противотанковая управляемая ракета                                                         | н.д.                               | По состоянию на 2021 год           |
|                                                   | M40A2                              | противотанковое безоткатное орудие калибра 106-мм                                          | 40                                 | По состоянию на 2021 год           |
|                                                   | Type-52 (M20)                      | противотанковое безоткатное орудие калибра 75-мм                                           | 13                                 | По состоянию на 2021 год           |
| Реактивные системы залпового огня (MRL)           |                                    |                                                                                            |                                    |                                    |
|                                                   | БМ-21                              | самоходная реактивная система залпового огня                                               | 20                                 | По состоянию на 2021 год           |
| Артиллерия (SP/TOWED/MOR)                         |                                    |                                                                                            |                                    |                                    |
|                                                   | ATMOS 2000                         | самоходная артиллерийская установка на колёсном шасси 6×6 калибра 155-мм                   | 18                                 | По состоянию на 2021 год           |
|                                                   | Soltam M-71                        | буксируемая полевая гаубица калибра 155-мм                                                 | 8                                  | По состоянию на 2021 год           |
|                                                   | Тип-59 (М-46)                      | буксируемая пушка корпусной артиллерии калибра 130-мм                                      | 12                                 | По состоянию на 2021 год           |
|                                                   | M-1982                             | буксируемая пушка корпусной артиллерии калибра 130-мм (модернизированная М-46 в 1982 году) | 12                                 | По состоянию на 2021 год           |
|                                                   | М101                               | буксируемая гаубица калибра 105-мм                                                         | 20                                 | По состоянию на 2021 год           |
|                                                   | MO-120-RT61                        | буксируемый миномёт калибра 120-мм                                                         | 16                                 | По состоянию на 2021 год           |
|                                                   |                                    | 81-мм переносной миномёт                                                                   | >16                                | По состоянию на 2021 год           |
| Средства ПВО (AIR DEFENCE/GUNS)                   |                                    |                                                                                            |                                    |                                    |
|                                                   | Type 63                            | самоходная зенитная установка калибра 37-мм                                                | 18                                 | По состоянию на 2021 год           |
|                                                   | GDF-002                            | буксируемая зенитная установка калибра 35-мм                                               | 18                                 | По состоянию на 2021 год           |
|                                                   | Type-58 (ZPU-2)                    | буксируемая зенитная установка калибра 14,5-мм                                             | 18                                 | По состоянию на 2021 год           |

| Фото | Тип           | Описание                           | Количество | Примечания |
| ---- | ------------- | ---------------------------------- | ---------- | ---------- |
|      | M5 Half-track | бронеавтомобиль                    | 5          |            |
|      | VLRA TPK-BL   | боевая машина пехоты               | 30         |            |
|      | М116          | гаубица                            | 5          |            |
|      | Cardom        | миномёт                            | 8          |            |
|      | HOT           | противотанковая управляемая ракета | 40         |            |
|      | 61-К          | зенитное орудие                    | 18         |            |

### Военно-воздушные силы
ВВС Камеруна располагают 9 вертолётами, такими как Sud-Aviation Alouette II, Sud-Aviation Alouette III, Sud-Aviation Gazelle, 28 самолётами, такими как Dassault/Dornier Alpha Jet и Fouga СМ.170 Magister, Lockheed C-130 Hercules, de Havilland Canada DHC-5 Buffalo, Dornier Do 28.

### Военно-морские силы
В военно-морских силах насчитывается около 1300 военнослужащих, включая морскую пехоту, которая является частью ВМС.
На вооружении ВМС Камеруна находятся:
- патрульный катер типа P108
- патрульный катер типа P109
- патрульный катер DIPIKAR
- 3 патрульных катера Boston Whaler
- патрульный катер типа P48S
- патрульный катер типа P48
- патрульный корабль класса Alfred Motto
- 20 речных кораблей типа Swiftships
- 8 десантных кораблей типа Aresa 2300/750/2400

### Жандармерия
Жандармерия — военизированная организация, состоящая из 9 000 военнослужащих. Она выполняет обязанности по обеспечению соблюдения законов и национальной безопасности по всей стране.

## Система воинских званий
В военно-воздушных силах и сухопутных войсках Камеруна принята следующая структура воинских званий:

### Высшие офицеры
- Генерал, General d' Armee
- Генерал-лейтенант, General de Corps d’Armee
- Генерал-майор, General de Division
- Бригадный генерал, General de Brigade

### Другие офицеры
- Полковник, Colonel
- Подполковник, Lieutenant Colonel
- Майор, Commandant
- Капитан, Capitaine
- Старший лейтенант, Lieutenant
- Младший лейтенант, Sous-lieutenant

### Прапорщики
- Старший прапорщик, Adjudant-chef
- Прапорщик, Adjudant

### Унтер-офицеры

#### Non-commissioned officers
- Старший сержант, Sergent-chef
- Сержант, Sergent
- Старший капрал, Caporal-chef
- Капрал, Caporal

### Рядовые
Рядовой первого класса, Soldat de 1ere Classe